# F. R. Crawley
Pour les articles homonymes, voir Crawley (homonymie).
F. R. Crawley, Frank Radford Crawley, est un producteur de cinéma, réalisateur et directeur de la photographie canadien, né le 14 novembre 1911 à Ottawa, mort le 13 mai 1987 à Toronto.

## Filmographie

### Producteur
- 1942 : Great Lakes
- 1949 : The Loon's Necklace
- 1959 : R.C.M.P. (série TV)
- 1963 : Amanita Pestilens
- 1964 : The Luck of Ginger Coffey
- 1973 : Hamlet
- 1974 : Janis Joplin (Janis)
- 1975 : The Human Collision
- 1975 : The Man Who Skied Down Everest

### Réalisateur
- 1941 : Iceland on the Prairies
- 1941 : Canadian Landscape
- 1941 : Call for Volunteers
- 1942 : Quebec, Path of Conquest
- 1942 : Great Lakes
- 1949 : The Loon's Necklace
- 1960 : Beaver Dam (court métrage)
- 1964 : Oz, un monde extraordinaire (Return to Oz) (TV)

### Directeur de la photographie
- 1941 : Iceland on the Prairies
- 1941 : Canadian Landscape
- 1942 : Quebec, Path of Conquest
- 1942 : Great Lakes